# اندی موسکیتی
آندرِس والتر مُوسکیِتی (انگلیسی: Andrés Walter Muschietti؛ زادهٔ ۲۶ اوت ۱۹۷۳) که معمولاً با نام اندی موسکیتی شناخته می‌شود، کارگردان و فیلم‌نامه‌نویس اهل آرژانتین است. او به عنوان بهترین کارگردان برای فیلم ماما (۲۰۱۳) و همچنین بهترین اقتباس از استیون کینگ برای فیلم آن (۲۰۱۷) شناخته شده‌است.

## حرفه
در سال ۲۰۱۳ موسکیتی اولین فیلمش در ژانر وحشت به نام ماما به تهیه‌کنندگی نیل کراس و خواهرش باربارا موسکیتی کارگردانی کرد.
ماما بر اساس داستانی نوشته خود او بود که پس از ساخت نظر گیرمو دل تورو جلب کرد که پس از آن تهیه‌کنندگانی را متقاعد کرد که نسخه بلند فیلم را بسازند.
در این فیلم ستارگانی همچون جسیکا چستین، نیکلای کاستر والدو، دانیل کش و مگان کارپنتی‌یر حضور یافتند و در ۱۸ ژانویه سال ۲۰۱۳ توسط یونیورسال استودیوز منتشر شد.
بودجه این فیلم ۱۵ میلیون دلار بود و بیش از ۱۴۶ میلیون دلار فروش داشت.
در ژوئیه ۲۰۱۵ توسط کری فوکوناگا از شرکت نیو لاین سینما کارگردانی فیلم آن را بر عهده گرفت که براساس رمانی از استیون کینگ به همین نام اقتباس شده بود و در دو بخش تولید شد.
فیلمبرداری فیلم از تاریخ ۲۷ ژوئن ۲۰۱۶ در تورنتو کانادا آغاز شد و در ۲۱ سپتامبر ۲۰۱۶ در اوشاوا به پایان رسید.نیو لاین سینما کار ساخت و تهیه‌کنندگی فیلم را برعهده دارد و کمپانی برادران وارنر نیز مسئول اکران و پخش فیلم بوده‌است.
در این فیلم بازیگرانی همچون: جیدن مارتل، بیل اسکاشگورد، فین ولفهارد، سوفیا لیلیس، چوزن جیکوبس، و جک دیلن گریزر ایفای نقش کرده‌اند.

## زندگی شخصی
خواهر موسکیتی، باربارا موسکیتی، نیز نویسنده و تولیدکننده فیلم است. او ایتالیایی- آرژانتینی تبار است.

## فیلم‌شناسی
| سال  | فیلم                   | کارگردان | نویسنده | دیگر | یادداشت                      |
| ---- | ---------------------- | -------- | ------- | ---- | ---------------------------- |
| ۱۹۹۵ | Fotos del alma         | نه       | نه      | آری  | کارگردان اصلی                |
| ۱۹۹۹ | Nostalgia en la mesa 8 | آری      | آری     | نه   | فیلم کوتاه                   |
| ۲۰۰۰ | شبی با عشق سابرینا     | نه       | نه      | آری  | دستیار کارگردان              |
| ۲۰۰۸ | ماما                   | آری      | آری     | نه   | فیلم کوتاه                   |
| ۲۰۱۳ | ماما                   | آری      | آری     | نه   | براساس فیلم کوتاه            |
| ۲۰۱۷ | آن: قسمت اول           | آری      | نه      | نه   | برپایه رمانی از استفان کینگ  |
| ۲۰۱۹ | آن: قسمت دوم           | آری      | نه      | نه   | برپایه رمانی از استفان کینگ  |
| ۲۰۲۳ | فلش                    | آری      | نه      | نه   | برپایه شخصیتی از دی‌سی کامیکس |